# Dlaczego istnieje raczej coś niż nic

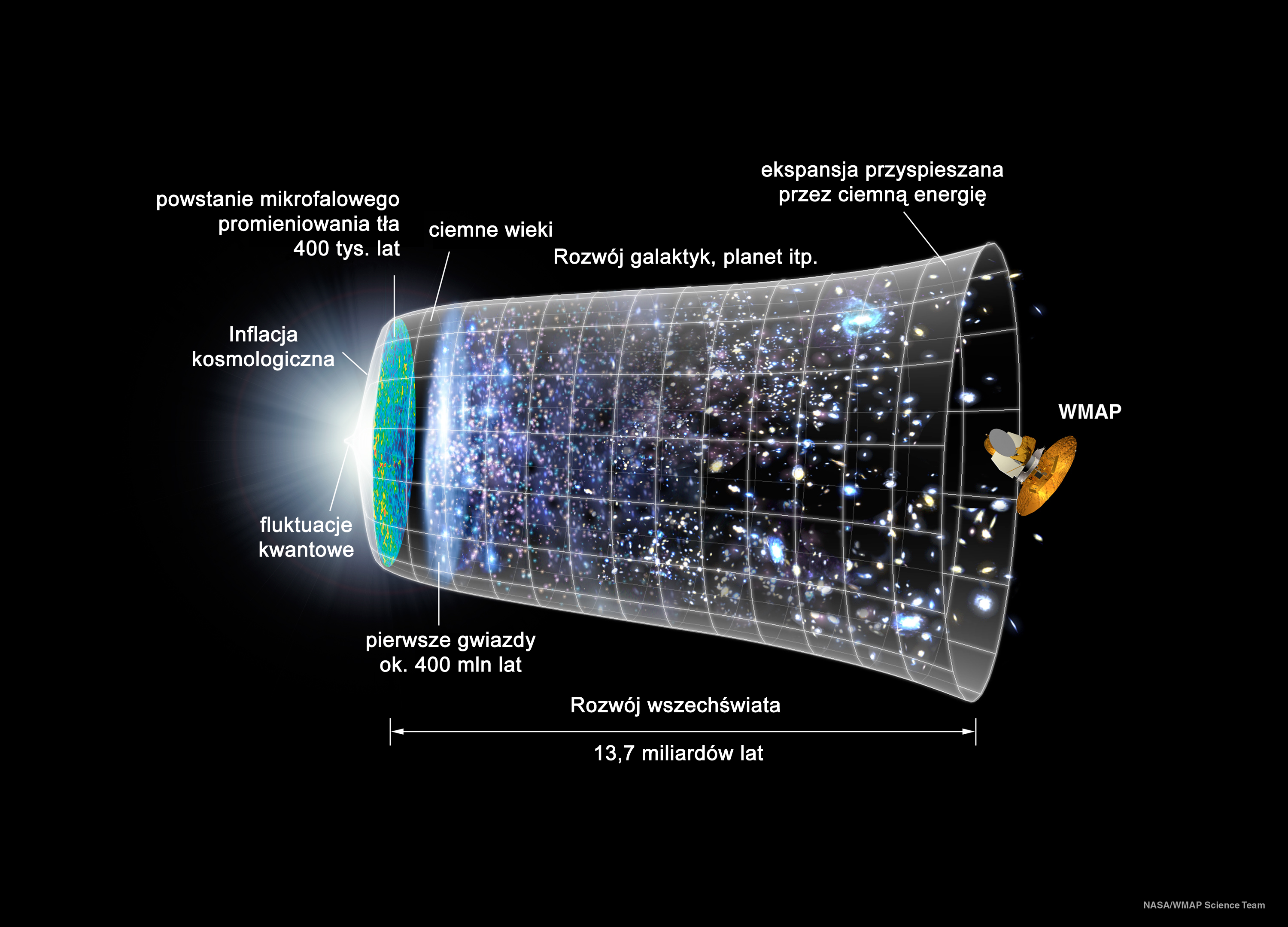
Oś czasu Wszechświata

Dlaczego istnieje raczej coś niż nic?, Dlaczego w ogóle coś jest?, pytanie Leibniza – jeden z podstawowych problemów metafizycznych. Obecny w obrębie teologii, filozofii religii, kosmologii.
Był formułowany przez filozofów, w tym przez Gottfrieda Wilhelma Leibniza, Martina Heideggera – który nazwał to podstawowym pytaniem metafizyki – i Ludwiga Wittgensteina. Pytanie jest ogólne, nie dotyczy istnienia czegokolwiek konkretnego (na przykład wszechświata, Wielkiego Wybuchu, praw matematycznych czy fizycznych, czasu, świadomości czy Boga). Można je postrzegać jako otwarte pytanie metafizyczne. Bywa też nazywane ostatecznym pytaniem.

O tym pytaniu filozofowie pisali przynajmniej od czasów starożytnego Parmenidesa (ok. 515 p.n.e.).

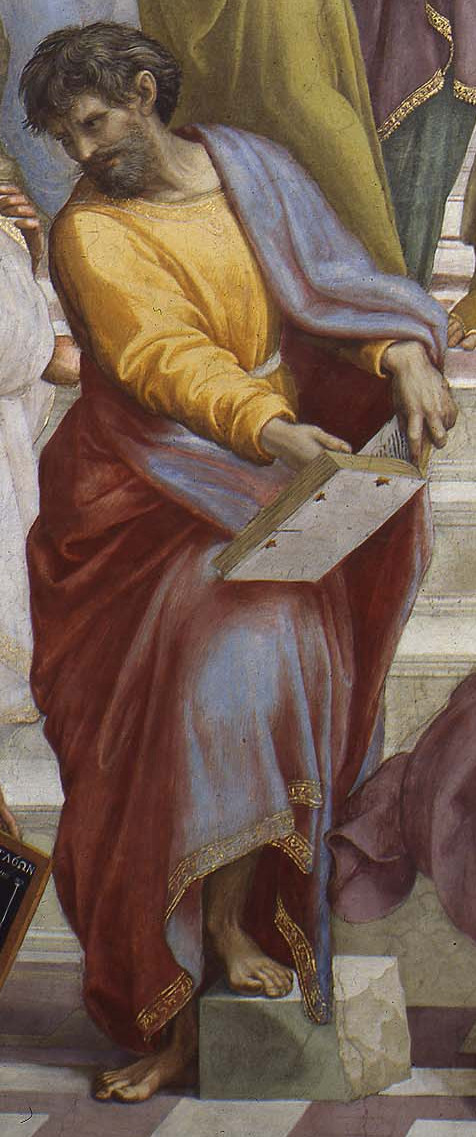
Parmenides

## Krytyka adekwatności pytania
Niektórzy argumentują, że pytanie to może być z natury nielogiczne; gdyby wszechświat nie miał punktu początkowego, jego nieistnienie mogłoby nigdy nie być opcją. Jedno z badań sugerowało model, który eliminuje początkową osobliwość i przewiduje, że wszechświat nie miał początku, ale istniał zawsze jako rodzaj potencjału kwantowego, zanim „rozpadł się” w stan gorącego, gęstego stanu Wielkiego Wybuchu. W innych badaniach możliwą konsekwencją „tęczowej grawitacji” może być to, że wszechświat nie miał początku w czasie rozciągającym się w nieskończoność bez początkowej osobliwości i Wielkiego Wybuchu. Fizyka może wnioskować, że czas nie istniał przed Wielkim Wybuchem, ale „zaczął” się wraz z Wielkim Wybuchem, a więc mogło nie być „początku”, „przed” lub potencjalnej „przyczyny” i zamiast tego zawsze istniał.
Niektórzy, w tym filozof Bede Rundle, pytają, czy nic może istnieć.

## O przyczynowości
David Hume argumentował, że chociaż spodziewamy się, że wszystko ma przyczynę z powodu naszego doświadczenia konieczności przyczyn, przyczyna może nie być konieczna w przypadku formowania się wszechświata, który jest poza naszym doświadczeniem.
Bertrand Russell powiedział: „Powinienem powiedzieć, że wszechświat po prostu jest, i to wszystko”, stanowisko „brutalnego faktu” również podjął fizyk Sean Carroll.
Lawrence Krauss stwierdził:
„Przez więcej niż dwa tysiąclecia pytanie o to, «dlaczego raczej istnieje coś niż nic», stanowiło wyzwanie dla tezy powstania naszego Wszechświata bez zamysłu, planu albo celu, a przecież zawierającego ogromny konglomerat gwiazd, galaktyk, ludzi i kto wie czego jeszcze. I choć zwykle uważa się to za zagadnienie filozoficzne lub religijne, to przede wszystkim dotyczy ono świata przyrody i dlatego najbardziej odpowiednim narzędziem do jego badania jest nauka”; „(…) bez nauki każda definicja to tylko słowa”.